# آلدو سرنا
آلدو سرنا (به ایتالیایی: Aldo Serena) بازیکن فوتبال و اهل ایتالیا است

## تیم ملی
از سال ۱۹۸۴ میلادی عضو تیم ملی فوتبال ایتالیا بوده و در ۲۳ بازی ملی حضور داشته‌است. او در بازی‌های ملی‌اش ۵ گل به ثمر رساند.
آلدو سرنا آخرین بازی ملی خود را در سال ۱۹۹۰ میلادی انجام داد.